# O2 (FireHouse)
O2 è il sesto album in studio del gruppo musicale statunitense FireHouse, pubblicato il 7 novembre 2000 dalla Spitfire Records.
È il primo album pubblicato dal gruppo senza il bassista Perry Richardson, oltre che l'unico inciso con Bruce Waibel.

## Tracce
Testi e musiche di Bill Leverty e C.J. Snare.
1. Jumpin' – 3:44
2. Take It Off – 3:51
3. The Dark – 4:36
4. Don't Fade On Me – 4:47
5. I'd Rather Be Making Love – 3:59
6. What You Can Do – 3:36
7. I'm In Love This Time – 3:45
8. Unbelievable – 4:13
9. Loving You Is Paradise – 4:29
10. Call of the Night – 4:21

## Formazione
- C.J. Snare – voce, tastiere
- Bill Leverty – chitarre
- Bruce Waibel – basso
- Michael Foster – batteria, percussioni

## Classifiche
| Classifica (2000) | Posizione massima |
| ----------------- | ----------------- |
| Giappone          | 50                |